# Andriej Parfionow (hokeista)
Andriej Walerjewicz Parfionow, ros. Андрей Валерьевич Парфёнов (ur. 28 lutego 1971 w Moskwie) – rosyjski hokeista, trener hokejowy.

## Kariera trenerska
- CSKA 2 Moskwa (2005-2006), asystent trenera
- CSKA 2 Moskwa (2006-2007, 2008-2009), główny trener
- Krasnaja Armija Moskwa (2009-2010), główny trener
- Reprezentacja Rosji do lat 16 (2009-2010), główny trener
- Chimik-SKA Nowopołock (2010-2011), główny trener
- Reprezentacja Rosji do lat 18 (2010-2011), asystent trenera
- Reprezentacja Rosji do lat 18 (2011-2012), główny trener
- HK WMF Sankt Petersburg (2011-2012), asystent trenera
- SMS PZHL Sosnowiec (2012-2014), główny trener
- Reprezentacja Polski do lat 18 (2012-2014) – główny trener
- Reprezentacja Polski do lat 20 (2012-2014) – główny trener
- PPWSZ Podhale Nowy Targ (2014-2015), główny trener
- Academy 1928 KTH (2016-2018), główny trener
- Podhale Nowy Targ (2018), asystent trenera
- Podhale Nowy Targ (2018), główny trener
- Polonia Bytom (2018), główny trener
- KRS Heilongjiang (2018-), główny trener
- SKA-Niewa (2019-2020), asystent trenera
- GKS Katowice (2020-2021), główny trener
- HC 19 Humenné (2021-), główny trener

Od 1988 do 1992 studiował w Instytucie Kultury Fizycznej i Sportu w Moskwie, uzyskując dyplom trenera i nauczyciela. Kształcił się także w Vierumäki. Podjął współpracę z amerykańską drużyną uniwersytecką Maine Black Bear. Jako trener na początku XXI pracował w klubie CSKA Moskwa, będąc asystentem, a następnie głównym trenerem w drużyny rezerwowej oraz głównym szkoleniowcem zespołu Krasnaja Armija w rosyjskich rozgrywkach juniorskich MHL edycji 2009/2010. Następnie prowadził drużynę Chimik-SKA Nowopołock w ekstralidze białoruskiej edycji 2010/2011. Powróciwszy do Rosji był asystentem trenera zespołu HK WMF Sankt Petersburg w lidze WHL edycji 2011/2012. Do tego czasu równolegle pracował z juniorskimi reprezentacjami Rosji. W sezonie 2009/2010 był selekcjonerem kadry Rosji do lat 16. Następnie podjął pracę z kadrą Rosji do lat 18, wraz z którą uczestniczył w turniejach mistrzostw świata juniorów do lat 18 edycji 2011 (jako asystent) i 2012 (jako główny trener). W sierpniu 2012 został powołany na stanowisko głównego szkoleniowca SMS PZHL Sosnowiec. Równolegle pełnił stanowisko głównego trenera reprezentacji Polski do lat 18, wraz z którą uczestniczył w turniejach mistrzostw świata juniorów do lat 18 edycji 2013, 2014 oraz reprezentacji Polski do lat 20, wraz z którą uczestniczył w turniejach mistrzostw świata juniorów do lat 20 edycji 2013, 2014. W 2014 odszedł z pracy w Polskim Związku Hokeja na Lodzie. W sezonie 2014/2015 prowadził zespół UDH PPWSZ Podhale Nowy Targ, występujący w uczelnianych międzynarodowych rozgrywkach European University Hockey League (EUHL) oraz równolegle w I lidze polskiej edycji 2014/2015. W 2016 został szkoleniowcem zespołu Academy 1928 KTH z Krynicy-Zdroju, także występującego w EUHL. Równolegle kierowana przez tego szkoleniowca drużyna seniorska 1928 KTH wygrała rozgrywki II ligi polskiej edycji 2016/2017, po czym przystąpiła do I ligi edycji 2017/2018 i w jej trakcie pod koniec stycznia 2018 miejsce Parfionow został zastąpiony przez rodaka, Eduarda Matiuchina. Na początku lutego 2018 został asystentem Łotysza Aleksandrsa Beļavskisa, trenera Podhala Nowy Targ w Polskiego Hokej Lidze edycji 2017/2018, a po pierwszym meczu półfinałowym 10 marca 2018 i odsunięciu Beļavskisa przez władze klubu od prowadzenia zespołu, Parfionow objął obowiązki głównego trenera. Od lipca do października 2018 był głównym trenerem Polonii Bytom. Następnie został szkoleniowcem juniorskiej drużyny KRS Heilongjiang, stanowiącego zaplecze klubu Kunlun Red Star w lidze MHL. W lipcu 2019 został asystentem w sztabie trenerskim klubu. 22 listopada 2020 został ogłoszony głównym trenerem GKS Katowice. Po sezonie 2020/2021 ogłoszono jego odejście z klubu. W czerwcu 2021 został szkoleniowcem słowackiej drużyny HC 19 Humenné, występującej w tamtejszej 1. lidze.

## Osiągnięcia
Szkoleniowe
- Brązowy medal mistrzostw świata juniorów do lat 18: 2011 z Rosją
- Awans do MŚ do lat 20 Dywizji IA: 2013 z Polską
- Złoty medal II ligi: 2017 z 1928 KTH
- Brązowy medal mistrzostw Polski: 2018 z Podhalem Nowy Targ